# Schotse mythologie
De Schotse mythologie is een verzameling van mythen en sagen over Schotland waarin met name vermeende monsters in natuurgebieden en wateren, elfen en spookkastelen een rol spelen. Behalve verschijningen, bevat de Schotse mythologie legendes over het ontstaan van Schotland.

## Mythologische verhalen
Onderwerp van verhalen in de Schotse mythologie zijn onder meer:
- Aberfoyele - een dominee genaamd Robert Kirk zou hier op de top van Doon Hill meegenomen zijn naar een magisch rijk
- Aife - een strijdersgodin
- Ardvreck Castle - een dochter van de clan MacLeod zou hier als spook rondwaren
- Asrais - doorzichtige waterwezens die voor zeegeesten worden aangezien
- Beinn na Faoghla - een eiland waar het (onontdekte) graf van een zeemeermin zich zou bevinden
- Bel - god van de dood en koning van de onderwereld
- Ben Macdui - de grijze man van Ben Macdui
- Baobhan sith - 'de witte vrouw van de Schotse hooglanden', vampierensoort
- Brid - de universele moeder
- Cailleach - drievoudige godin met controle over de seizoenen en het weer
- Cano - gaf de dochter van Cheiftain een ring met daarin zijn levenskracht. Nadat zij hem kapot liet vallen, stierf hij drie dagen later
- Carbisdale Castle - een jeugdherberg met ronddwalende geesten
- Cliodna - godin van het leven na de dood
- Corra - godin van helderziendheid
- Cromarty - in verband met een zeemeermin uit het boek Scenes and legends of the North of Schotland van Hugh Miller
- Culloden - de geest van een gesneuvelde highlander
- Dunvegan Castle - de restanten van een hier gevonden oude vlag die door elfen zou zijn geweven
- Diwrnach the Gael - god van de oogst
- Edinburgh Castle - diverse verschijningen, zoals een doedelzakspeler die ronddwaalt langs de kantelen, een drummer zonder hoofd, gevangenen uit de tijd van Napoleon en een spookhond
- Queen of Elphame - elfenkoningin en godin van ziekte, dood en geboorte
- Finegas - een bard
- Fingal - oorlogsgod
- Fyvie Castle - in verband met de schim van een trompetblazer en 'de groene dame' die door de gangen zweeft
- Glamis Castle - de Grey Lady of Glamis zou rondzweven in de kapel en klokkentoren. De vierde graaf van Crawford kaart naar verluidt met de duivel in een dichtgemetselde kamer
- Kelpies
- Loch Langavat - bevat een eiland waarop overleden weerwolven zouden rusten, die opstaan als hun graven verstoord worden
- Loch Morar - een meer met daarin het monster Morag
- Loch Ness - een meer met het Monster van Loch Ness
- Loch Suainbhal - een meer met daarin het monster Searrach Uisge
- Lugaid Riab nDerg - bestond uit drie stukken, ieder van een andere vader
- Ian Og MacCrimmons - een muzikant die contact had met elfen
- MacKay - bracht licht in Schotland door lichten van de elfen te vangen
- Meg the healer
- Mellon Udrigle - een meer van waaruit een donkere schaduw meermaals omhoog zou zijn gekomen
- Melusine - de slangenkoningin
- Montrose Air Station - de piloot Desmond Arthur viel hier tijdens de Eerste Wereldoorlog uit een tweedekker zijn dood tegemoet en zou er sindsdien rondspoken
- Muireartach - godin van de strijd
- Oghma - uitvinder van het Ogham alfabet en patroongod van de dichters
- Ossian - zoon van een elf en een mens
- Robert Roy MacGregor
- Rosslyn Chapel - geesten van monniken en vreemde lichtverschijnselen
- Sanwood Bay - de geesten van een overleden zeeman en een zeemeermin zouden zich hier ophouden
- Scáthach - strijdgodin en lerares van de grootste strijdersschool in de Keltische cultuur ooit
- Seonaidh - een watergeest
- Selkie - een mens in een zeehondenhuid
- Skaill House - in een lokaal 17e-eeuws herenhuis hier zou het spoken
- Stirling Castle - waar William Wallace de Engelsen versloeg
- Urquhart Castle - van hieruit zou het Monster van Loch Ness te zien zijn
- Wine Tower - een door haar vader opgesloten meisje pleegde zelfmoord door uit het raam te springen. Haar minnaar pleegde zelfmoord en zou sindsdien soms te horen zijn, spelend op zijn doedelzak.